# 克利切夫

克利切夫市旗

克利切夫（羅馬化：Klichev）是白俄羅斯莫吉廖夫州克利切夫区内的城市及该区的行政中心，2023年人口数量为7,321人。